# Johannes Heesters
Johannes Heesters (Amersfoort, 5 de diciembre de 1903 - Starnberg, 24 de diciembre de 2011) fue un actor neerlandés y cantante, sobre todo de opereta. Comenzó su carrera como músico en 1921, por lo que en 2011 celebró sus 90 años en la profesión. Falleció el 24 de diciembre de 2011 a los 108 años y 19 días, a consecuencia de un accidente cerebrovascular.

## Biografía

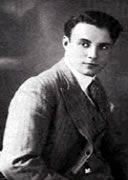
Heesters en 1919 a la edad de 16 años.

Johan Marius Nicolaas Heesters nació en Amersfoort, Países Bajos. Muy temprano en su carrera Heesters se especializó en la opereta vienesa, debutando en Viena en 1934 en  El estudiante mendigo ("Der Bettelstudent") de Carl Millöcker.
Heesters trabajó extensamente para UFA hasta casi el final de la Segunda Guerra Mundial (su última película de guerra fue "Die Fledermaus", producida en 1945) y fácilmente hizo la transición de la escena controlada por los nazis a la Alemania y Austria de la posguerra apareciendo en un número importante de películas a finales de los años 40. 
Heesters tuvo dos hijas con su primera esposa, Ludovica Ghijs, actriz belga de teatro, con quien se casó en 1930. Después de la muerte de ella en 1985, volvió a casarse en 1991; su segunda esposa, Simone Rethel, es una actriz alemana. Su hija más joven, Nicole Heesters, es una actriz conocida en países de habla alemana. La primogénita, Wiesje Heesters, es pianista en Viena.
En los años 1990 él y su esposa viajaron por Alemania y Austria con la obra de Curth Flatow "Ein gesegnetes Alter* (Una edad bendita)", que también fue televisada en 1996.
En septiembre y en octubre de 2003 Heesters apareció en el "Komödie im Marquardt" en Stuttgart en un espectáculo organizado con motivo de su 100 cumpleaños. En 2005 fue solista en una gira de conciertos con la Deutsches Filmorchester Babelsberg bajo la dirección de Scott Lawton. 
El 5 de diciembre de 2006 celebró su 103 cumpleaños con un concierto en el Wiener Konzerthaus. En febrero de 2008 dio un concierto en Amersfoort, Países Bajos, rodeado de cierta polémica: su último concierto en los Países Bajos había tenido lugar más de 40 años antes, pues se le reprochaba una cierta complicidad con el régimen nazi. En el concierto de 2008 confesó sentirse avergonzado porque el 21 de mayo de 1941 había aceptado una invitación de los nazis a visitar, junto con otros artistas, un campo de concentración.